# فيدورا لينكس
فيدورا لينكس (Fedora Linux) ، تنطق بالإنجليزية ‎/fɪˈdɔːɹə/‏، هي توزيعة لينكس مدعومة من قبل المجتمع وترعاها شركة ردهات (Red Hat) التي اشترتها آي بي أم في 2019 مقابل 34 مليار دولار. فيدورا لينكس مبني على البرمجيات الحرة ومفتوحة المصدر، وتسعى التوزيعة لتقديم أحدث التقنيات والتطبيقات الحرة لمستخدميها، وتستهدف المستخدمين المتقدمين وغير المتقدمين على حدٍّ سواء. فيدورا تشكل المصدر المنبعي لتوزيعة رد هات إنترپرايز لينكس (RHEL) والتوزيعات المبنية عليها [الإنجليزية] كروكي لينكس وآلمالينكس، وكانت التوزيعة مبنية على رد هات لينكس التي توقف تطويرها في 2003. اشتق الاسم من قبعة الفيدورا المميزة لردهات والمستعملة في رمز «رجل الظل». تصدر نسخة جديدة لفيدورا كل ستة إلى ثمانية أشهر، بمعدل إصدارين في السنة.
منذ إصدار فيدورا 30، توجد خمسة إصدارات من فيدورا: إصدار وركستيشن «محطة العمل» (بالإنجليزية: Workstation)‏ الموجه لأجهزة الحاسوب الشخصية، وسرڤر «خادوم» (بالإنجليزية: Server)‏ الموجهة للخواديم (السرڤرات)، وكور أو أس «نظام تشعيل الجوهر» (بالإنجليزية: CoreOS)‏ الموجهة للحوسبة السحابية، وسلڤربلو «أزرق فضي» (بالإنجليزية: Silverblue)‏ ذو بنية أساسية غير قابلة للتغيير، وآي أو تي «إنترنت الأشياء» (بالإنجليزية: IoT)‏ الموجهة لأجهزة إنترنت الأشياء.
في شهر شباط 2016، قُدِّر عدد مستخدمي فيدورا بـ1,2 مليون مستخدم، ومن أبرز مستخدمي التوزيعة لاينس تورڤالدس مبتكر نواة لينكس.
فيدورا لينكس تستعمل مدير الحزم RPM. من مميزاتها سهولة التثبيت وأدوات الإعداد المتمثلة في المثبِّت الرسومي البسيط وسلسلة أدوات الإعداد 'system-config'. يمكن إنزال وتثبيت الحزم واعتماداتها بسهولة بواسطة برنامج دي ان اف (DNF).

## التاريخ
تفرعّت فيدورا عن مشروع ريدهات لينكس الأصلي. فيتوقع المشروع جذب مستعملي لينكس المنزليين، وطرح بديل لتوزيعات يردهات لينكس التجارية. ظهرت فيدورا في إطار خطة تجارية جديدة لردهات سنة 2003، ويالتالي صارت ردهات لينكس للمقاولات توزيعة للينكس موجهة للتسويق، وأصبح الدعم الرسمي محصورا على هذه التوزيعة. أما دعم فيدورا، فإنه يأتي من المجتمع الواسع القائم حولها (رغم أن مستخدمي ردهات يعملون عليها، لا توفر ردهات دعما رسميا لفيدورا).
كانت الإصدارات السابقة على الإصدار 7 تميّز بين فيدورا كور Core الذي يُعنى بالحزم الأساسية وفيدورا إكسترا Extras الذي يهتم بتوفير حزم إضافية؛ إلا أن التفرقة بين الاثنين اختفت مع هذا الإصدار.

## الخصائص

### البرمجيات وإدارة الحزم

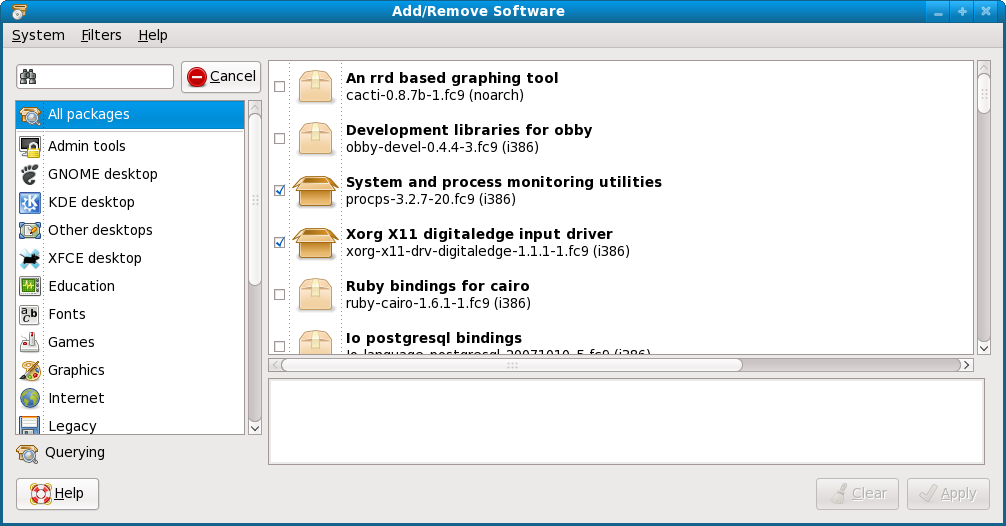
إدارة الحزم باستخدام بكج كت في فيدورا 9

تتبع فيدورا صيغة الحزم RPM، وتتم إدارة حزم البرامج من قبل أداة DNF، وتتوفر واجهة رسومية لإدارة الحزم كبرمجية dnfdragora، كما يُمكن إدارة الحزم وتنزيلها وتحديثها عن طريقة واجهات إدارة البرامج الرسومية المتوفر في بيئات سطح المكتب كـGNOME Software في بيئة گنوم و Discover في بيئة كي دي إي.
مشروع فيدورا يهتم بالبرمجيات الحرة ومفتوحة المصدر ويوفرها في مستودعاته بشكل مباشر بعد التثبيت، ولكن لا يوفر البرمجيات مغلقة المصدر بشكل افتراضي، إلا أن المستودعات التي تحتويها يمكن تفعليها بسهولة.
بالإضافة لصيغة RPM الأصلية، فيدورا أيضًا يدعم صيع حزم سناپ (snap) وفلاتپاك (Flatpak)، ويوفر مستودعه الخاص لحزم فلاتپاك. بالإضافة لذلك، حزم فلاتپاك هي الطريقة التي يُنصح بها لتثيب الحزم في توزيعة فيدورا سلڤربلو.

### المثبت

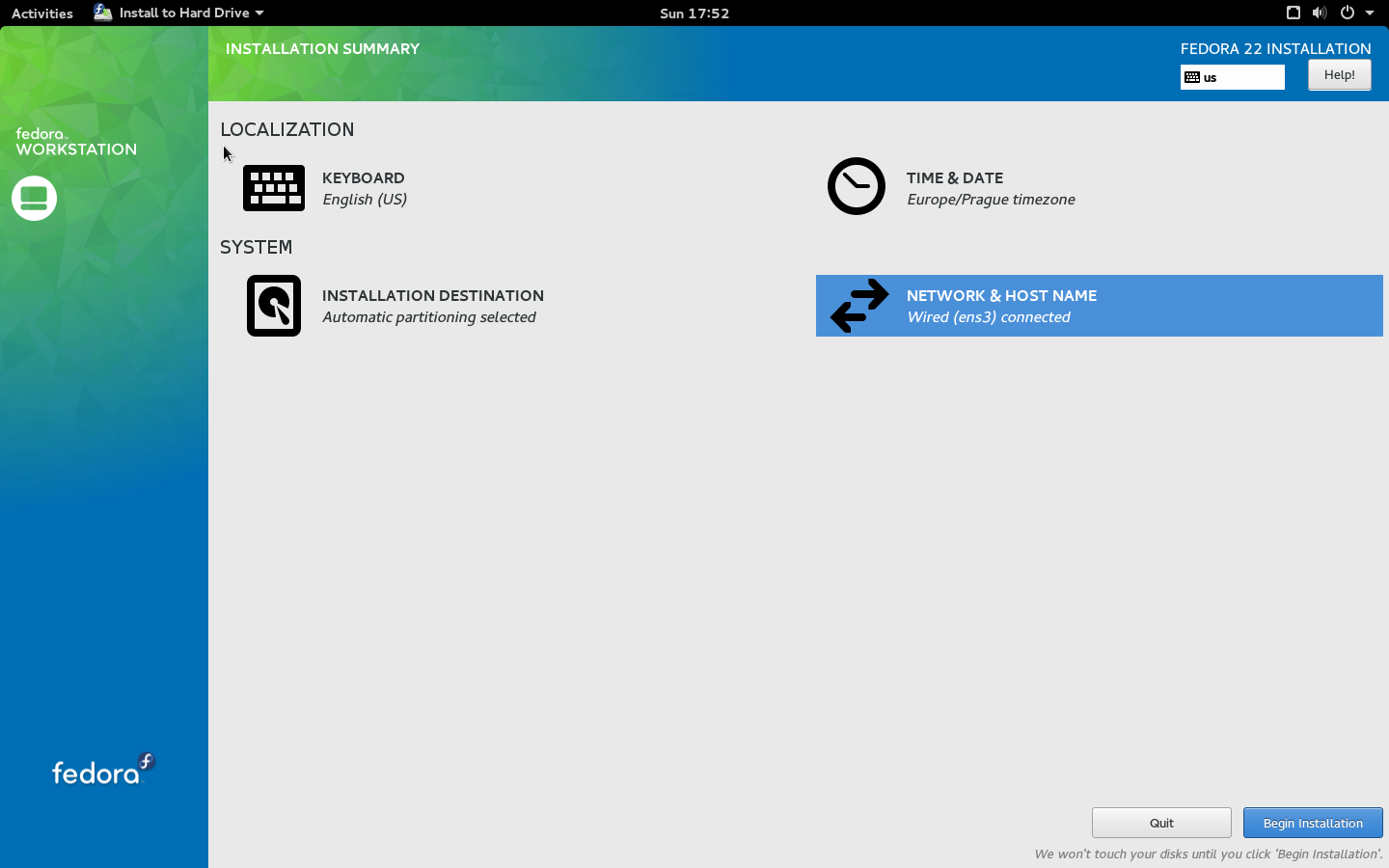
تثبيت فيدورا 22 باستخدام مثبت أناكوندا

تستعمل فيدورا مثبت أناكوندا (Anaconda) الرسومي.

### الأمن
تستعمل فيدورا SELinux بشكل افتراضي.

## الإصدارات

### إصدارات فيدورا المخصصة
توزيعة فيدورا لينكس متوفرة بخمسة إصدارات مختلفة موجهة لمختلف أنواع الأجهزة منذ نسخة فيدورا 30:

#### وركستيشن
إصدار محطة العمل (بالإنجليزية: Workstation)‏ هو إصدار موجه لأجهزة الحاسب الشخصية، وتوفر بيئة عمل سهلة يمكن الاعتماد عليها، وتأتي مثبة مع گنوم بشكل افتراضي، ويمكن تثيب واجهات سطح مكتب أخرى عن طريق نسخ Fedora Spins التي تأتي مع أسطح مكتب بديلة.

##### الانبثاقات

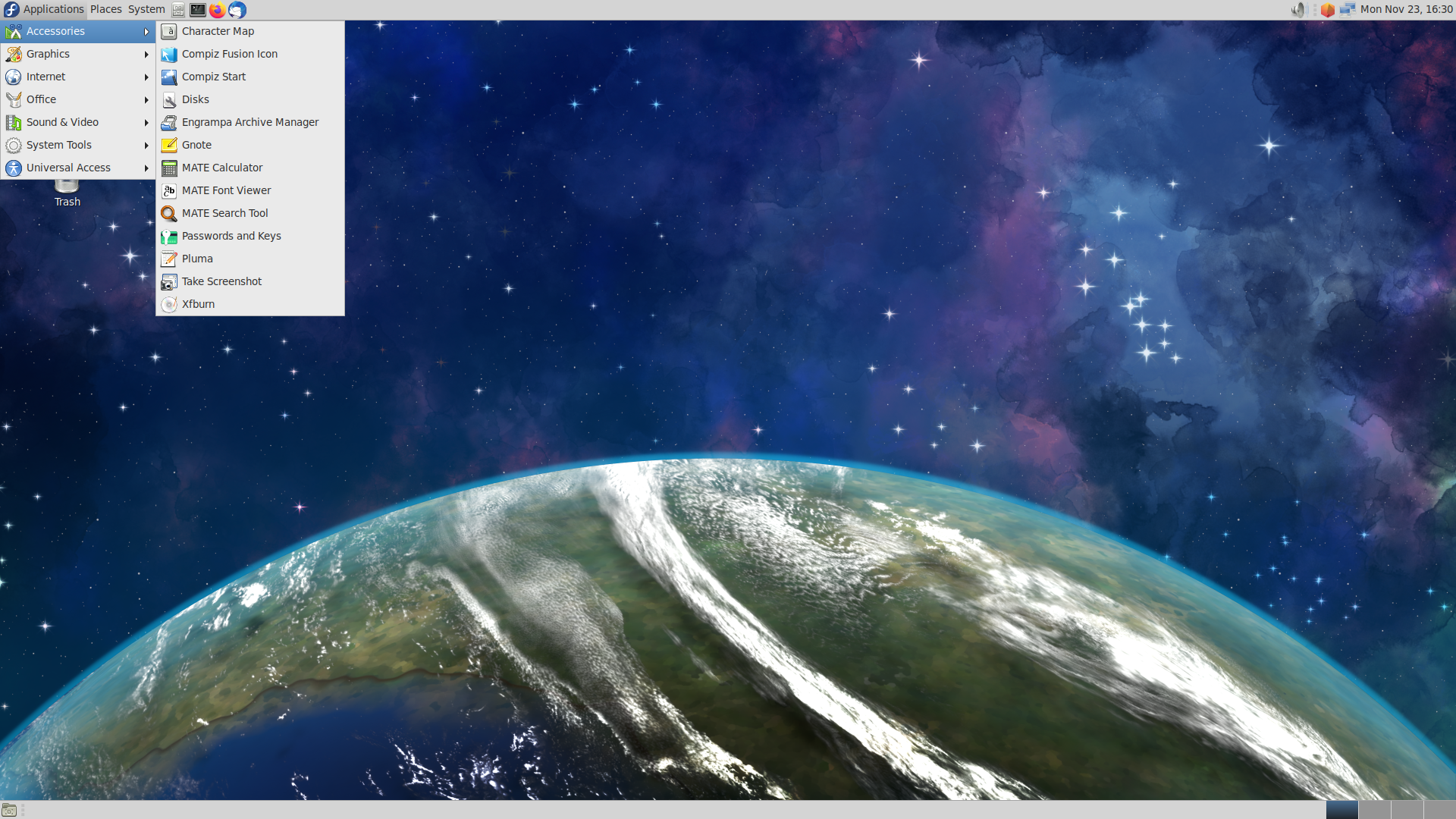
فيدورا 33 مع واجهة متّة

الانبثاقات (بالإنجليزية: Spins)‏ عبارة عن إصدارات لفيدورا وركستيشن مع واجهات سطح مكتب بديلة، فينما يأتي إصدار فيدورا الرئيسي مع بيئة گنوم، توفر الـSpins «التفافاً» أو انبثاقًا من الواجهة الرئيسية، وتسمح لمستخدمي فيدورا بتثبيت نظام التشغيل مع بيئات مختلفة. الواجهات المتوفر مع نسخة فيدورا 35 هي كيدي بلازما (KDE Plasma) و متّة (Mate) وإكسفس (XFCE) وأل أكس كيوت (LXQt) وإل إكس دي إي (LXDE) وسينامن (Cinnamon) وشقر أون أ ستك (Sugar on a Stick/SOAS) وآي3.

#### سرفر
إصدار الخادوم (بالإنجليزية: Server)‏ موجه للخواديم (السرڤرات) ويوفر آخر تقنيات مراكز البيانات، ولا تأتي مع واجهة سطح مكتب بشكل افتراضي، ولكن يمكن تثبيتها اختياريًّا.

#### كور أو أس
نظام تشعيل الجوهر (بالإنجليزية: CoreOS)‏ يحتوي على صورة مصغرة لفيدورا تحتوي فقط على الأساسيات، وهي نسخة موجهة للحوسبة السحابية

#### سلفربلو

شعار فيدورا سلڤربلو

الإصدار الأزرق الفضي (بالإنجليزية: Silverblue)‏ هو إصدار ذو بنية أساسية غير قابلة للتغيير (Immutable)، مما يصنع بيئة عمل ثابتة وقوية يمكن الاعتماد عليها. إصدار سلڤربلو يعتمد على بيئة سطح مكتوب گنوم، ولكن ابتداءً من نسخة فيدورا 35 تم إصدار انبثاقة تعمل تحت بيئة سطح مكت كي دي إي پلازما تحت اسم فيدورا كيونايت (Fedora Kinoite).

#### آي أو تي
إصدار إنترنت الأشياء (بالإنجليزية: IoT)‏ موجه لأجهزة إنترنت الأشياء.

### روهايد
راهايد أو روهايد (بالإنجليزية: Rawhide، وتعني الجلد غير المدبوغ إشارة لعدم نضوج النسخة حتى اللحظة)‏ هي النسخة التجريبية المستقبلية لفيدورا، يتم نشرها لتجربتها وإعطاء الملاحظات واصطياد الأخطاء قبل أن يتم طرحها كنسخة مدعومة رسميًّا.

### فيدورا ليغاسي
فيدورا ليغاسي [الإنجليزية] (بالإنجليزية: Fedora Legacy)‏ كان مشروع مجتمعي يعنىٰ بالإصدارات التي توقفت ردهات عن نقديم التحديثات إليها لصالح من لا يمكنه أو لا يريد الترقية. تم إنهاء المشروع في 2006.

## التوزيع
مشروع فيدورا يوزع فيدورا على أشكال مختلفة:
- فيدورا دي في دي: دي في دي يحتوي على جميع الحزم المتوفرة حين إصدار التوزيعة؛
- الصور الحية: الصور الأقراص للقرص المضغوط أو دي في دي يتم تثبيتها على الفلاش ميموري؛
- قرص مضغوط أو صورة ذاكرة فلاشية: تستخدم في حالة التنصيب في شبكة، اعتمادا على بروتوكلات HTTP، FTP، أو NFS؛
- قرص مضغوط احتياطي أو صورة ذاكرة فلاشية: تستخدم للعمل على جهاز خامل، من أجل إصلاحه، أو في حالة التنصيب في الشبكة.

## تاريخ الإصدارات

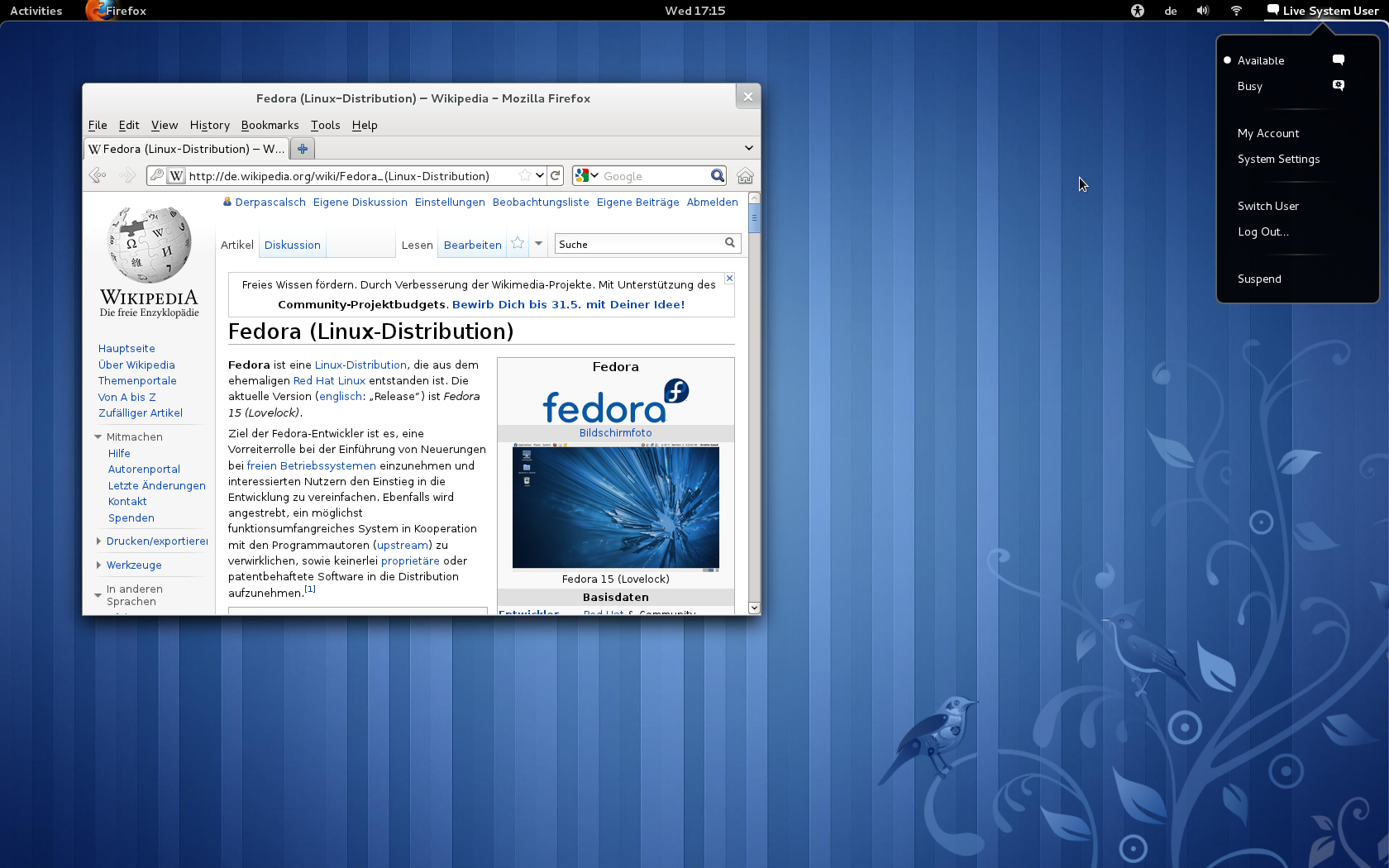
فيدورا 15، أول نسخة مع گنوم 3

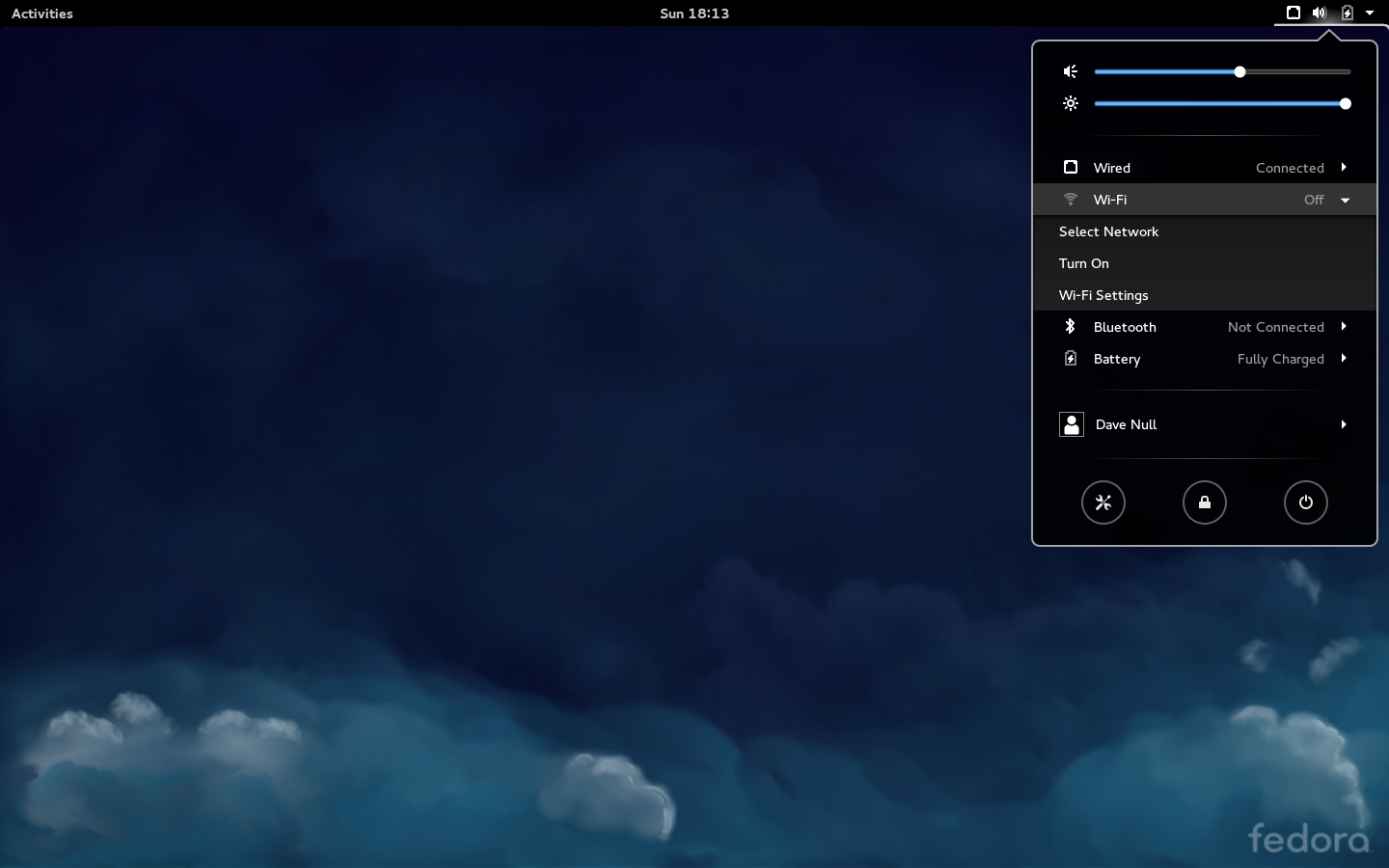
فيدورا 21 مع دعم تجريبي لپروتوكول Wayland

في يوم 31 مايو 2007، صدرت النسخة الجديدة لفيدورا وهي Fedora 7، بعد أن صدرت مسبقاً النسخة Fedora Core 6.
في يوم 20 مارس 2006، صدرت فيدورا كور 5 تحت اسم بوردو. وتضم جنوم 2.14 وكي دي إي 3.5.1 وإكس أورج 7.0 والمترجم تجميعة مصرفات جنو 4.1 والنسخة 2.6.12 لنواة لينكس وللمرة الأولى منصة التطوير مونو. ويرجع سبب عدم إدراج مونو من قبل إلى غموض حالة براءة اختراع مايكروسوفت.
في يوم 13 يونيو 2006، صدرت فيدورا كور 4، النسخة المستقرة الماضية، تحت اسم ستانتز لبنيات إ386 i386 وأ م د64 AMD64 وباور بيسي PowerPC. وتضم جنوم 2.10 وكي دي إي 3.4 والمؤلّف جي.سي.سي 4.0 ونسخة لإكلبيس والنسخة 2.6.11 لنواة لينكس.
| الإصدار (الاسم الشفري)                                          | تاريخ الصدور | نهاية الدعم | النواة   | غنوم | الملاحظات والتغييرات |
| --------------------------------------------------------------- | ------------ | ----------- | -------- | ---- | --- |
| 1 (Yarrow)                                                      | 2003-11-06   | 2004-09-20  | 2.4.22   | 2.4  | أول إصدار، مبني مباشرة على رد هات لنكس 9. |
| 2 (Tettnang)                                                    | 2004-05-18   | 2005-04-11  | 2.6.5    | 2.6  | |
| 3 (Heidelberg)                                                  | 2004-11-08   | 2006-01-16  | 2.6.9    | 2.8  | |
| 4 (Stentz)                                                      | 2005-06-13   | 2006-08-07  | 2.6.11   | 2.10 | |
| 5 (Bordeaux)                                                    | 2006-03-20   | 2007-07-02  | 2.6.15   | 2.14 | |
| 6 (Zod)                                                         | 2006-10-24   | 2007-12-07  | 2.6.18   | 2.16 | |
| 7 (Moonshine)                                                   | 2007-05-31   | 2008-06-13  | 2.6.21   | 2.18 | |
| 8 (Werewolf)                                                    | 2007-11-08   | 2009-01-07  | 2.6.23   | 2.20 | |
| 9 (Sulphur)                                                     | 2008-05-13   | 2009-07-10  | 2.6.25   | 2.22 | |
| 10 (Cambridge)                                                  | 2008-11-25   | 2009-12-18  | 2.6.27   | 2.24 | |
| 11 (Leonidas)                                                   | 2009-06-09   | 2010-06-25  | 2.6.29   | 2.26 | |
| 12 (Constantine)                                                | 2009-11-17   | 2010-12-02  | 2.6.31   | 2.28 | |
| 13 (Goddard)                                                    | 2010-05-25   | 2011-06-24  | 2.6.33   | 2.30 | |
| 14 (Laughlin)                                                   | 2010-11-02   | 2011-12-08  | 2.6.35   | 2.32 | |
| 15 (Lovelock)                                                   | 2011-05-24   | 2012-06-26  | 2.6.38   | 3.0  | |
| 16 (Verne)                                                      | 2011-11-08   | 2013-02-12  | 3.1      | 3.2  | |
| 17 (Beefy Miracle)                                              | 2012-05-29   | 2013-07-30  | 3.3      | 3.4  | |
| 18 (Spherical Cow)                                              | 2013-01-15   | 2014-01-14  | 3.6      | 3.6  | |
| 19 (Schrödinger's Cat)                                          | 2013-07-02   | 2015-01-06  | 3.9      | 3.8  | |
| 20 (Heisenbug)                                                  | 2013-12-17   | 2015-06-23  | 3.11     | 3.10 | |
| 21                                                              | 2014-12-09   | 2015-12-01  | 3.17     | 3.14 | |
| 22                                                              | 2015-05-26   | 2016-07-19  | 4.0      | 3.16 | |
| 23                                                              | 2015-11-03   | 2016-12-20  | 4.2      | 3.18 | |
| 24                                                              | 2016-06-21   | 2017-08-08  | 4.5      | 3.20 | |
| 25                                                              | 2016-11-22   | 2017-12-12  | 4.8      | 3.22 | |
| 26                                                              | 2017-07-11   | 2018-05-29  | 4.11     | 3.24 | |
| 27                                                              | 2017-11-14   | 2018-11-30  | 4.13     | 3.26 | |
| 28                                                              | 2018-05-01   | 2019-05-28  | 4.16     | 3.28 | النسخة المنبعية لرد هات إنترپرايز لينكس 8. تحسينات لبرمجية ڤرچول بوكس. دعم معمارية ARM 64-bit لنسخة فيدورا سرڤر. تسهيل دعم مستودعات تطبيقات الطرف الثالث. تفعيل مميزات لتحسين عمر البطارية بشكل افتراضي. دعم ثندربولت 3. تحسينات في دعم الإيموجي عن طريق استعمال خط Noto Color Emoji بشكل افتراضي، مما يضيف أيضًا دعم الإيموجيات المُضافة في يونيكود 10.0. خطوات أقل لتبيت فيدورا عن طريق مثبت أناكوندا، وتأجيل عملية حساب المستخدم لما بعد عملية التثبيت والتشغيل الأولى. |
| 29                                                              | 2018-10-30   | 2019-11-26  | 4.18     | 3.30 | |
| 30                                                              | 2019-05-07   | 2020-05-26  | 5.0      | 3.32 | |
| 31                                                              | 2019-10-29   | 2020-11-24  | 5.3      | 3.34 | |
| 32                                                              | 2020-04-28   | 2021-05-25  | 5.6      | 3.36 | حزمة EarlyOOM لإدارة ذاكرة الوصول العشوائي وإنهاء التطبيقات قبل أن يتم استخدام ذاكرتي الـRAM أ/و الـSwap بالكامل. تفعيل سرڤس fstrim بشكل افتراضي لتحسين أداء أقراص الـSSD. |
| 33                                                              | 2020-10-27   | 2021-11-30  | 5.8      | 3.38 | استبدال صيغة الملفات Ext4 بصيغة BTRFS. |
| 34                                                              | 2021-04-27   | 2022-06-07  | 5.11     | 40   | استخدام بايب واير بشكل استثنائي، واستخدام Wayland في انبثاقة KDE Plasma بشكل افتراضي. |
| 35                                                              | 2021-11-02   | 2022-12-13  | 5.14     | 41   | برمجية WirePlumber لإدارة جلسات PipeWire. إصدار مختلف من فيدورا سلڤربلو تحت اسم Fedora Kinoite مع بيئة سطح مكتب كي دي إي پلازما. |
| 36                                                              | 2022-05-10   | 2023-05-16  | 5.17     | 42   | استعمال Wayland بشكل افتراضي مع كروت شاشة nVidia. استعمال خطوط Noto بشكل افتراضي للعديد من اللغات. |
| 37                                                              | 2022-11-15   | 2023-12-05  | 6.0      | 43   | دعم جهاز راسبيري باي 4. |
| 38                                                              | 2023-04-18   | 2024-05-21  | 6.2      | 44   | تقليل وقت الإطفاء. |
| 39                                                              | 2023-11-07   | 2024-11-12  | 6.5      | 45   | دعم سيستم دي بووت كبديل عن جنو جرب. |
| 40                                                              | 2023-04-23   | 2025-05-13  | 6.8      | 46   | تحديث واجهة جنوم وتحسينات للأداء. |
| 41                                                              | 2024-10-15   | غير معلن    | غير معلن | 47   | |
| تنويه:غير مدعومإصدار قديم، ما يزال مدعومأحدث إصدارإصدار مستقبلي |              |             |          |      | |

1. ↑  في وقت الإصدار. الإصدارات المدعومة عادة يتم تحديثها لآخر نسخة من النواة.[14]

الخط الزمني لإصدارات فيدورا لينكس

## وصلات خارجية
- فيدورا على ديسترووتش
- فيدورا لينكس على موقع Framasoft (الفرنسية)